# Sporobolus erectus
Sporobolus erectus är en gräsart som beskrevs av Albert Spear Hitchcock. Sporobolus erectus ingår i släktet droppgräs, och familjen gräs. Inga underarter finns listade i Catalogue of Life.